# Gaetano Andreozzi
Pour les articles homonymes, voir Andreozzi.
Gaetano Andreozzi (né le 22 mai 1755 à Aversa et mort le 21 décembre 1826  à Paris) est un compositeur italien.

## Biographie
Élève de Jommelli, Gaetano Andreozzi étudie le chant, l'harmonie et le contrepoint au Conservatoire puis part à Rome en 1771 où il compose pour le théâtre Argentina. Il travaille ensuite à Florence, Livourne, Venise, puis Turin et de nouveau Venise en 1782 où il obtient un important succès. En 1784, il est invité en Russie à Saint-Pétersbourg et revient en Italie en 1786. Après plusieurs tournées en Europe, il décide en raison de problèmes de santé, en 1805,  de quitter le théâtre pour se consacrer à l'enseignement. Il devient alors un professeur recherché par toute la noblesse italienne et enseigne aux princesses de Bourbon. Son élève la duchesse de Berry l'invite à Paris en 1825 où malade, il meurt l'année suivante.
Il avait épousé en 1791 l'actrice Anna di Santi qui sera tuée en 1811 avec son amant dans un accident de voiture.

## Œuvres
On lui doit des cantates, des quatuors, des oratorios et surtout des opéras :
- La Mort de César (1771) (opéra)
- Bajazet (opéra)
- Agésilas (opéra)
- Teodolinda (opéra)
- Catone in Utica (1782)
- Le triomphe d'Arsace (1782)
- La Vierge du Soleil(1782)
- Angelica et Melidoro (1782)
- Olindo (opéra) (1786)
- Sophronie (1786)
- Sésostris (1786)
- Giovanna d’Arco (1789)
- La princesse et le philosophe (1790)
- Arsinoé (1793)